# Sociedad Industrial de Aysén

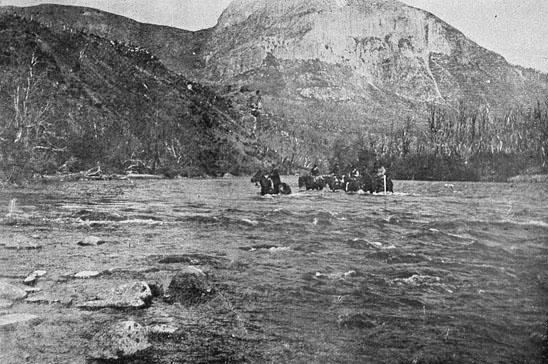
Trabajadores de la SIA vadeando el Rio Simpson, 1920

La  Sociedad Industrial de Aysén o Sociedad Industrial del Aisén (SIA) fue una compañía ganadera de la región de Aysén, en Chile. Se instaló en el valle del río Coyhaique entre los años 1903 y 1906.
Esta sociedad además se comprometió a crear rutas terrestres entre la costa del fiordo de Aysén y los valles al otro lado de la Cordillera, a construir un camino a través del valle Simpson hasta la frontera argentina, a colonizar el territorio con familias sajonas y a crear una ruta marítima entre Puerto Aysén y Puerto Montt, por esto último, se construyeron bodegas en la costa de la ciudad de Puerto Aysén.

## Historia

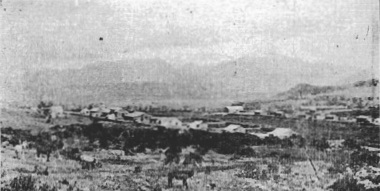
La estancia de Coyhaique de la Sociedad Industrial de Aysén

La república de Chile, como consecuencia del Laudo Arbitral de 1902, entregó gracias al decreto supremo 659 de mayo de 1903 los nuevos territorios incorporados del sur a sociedades ganaderas, con la condición de que desarrollaran las potencialidades productivas de la región, debido a que esta zona ya había sido explorada por Enrique Simpson y Hans Steffen a fines del siglo XIX, quienes previeron su potencial ganadero. .
En el centro de estas concesiones se ubicó Luis Aguirre, al cual fueron cedidas las cuencas de los ríos Mañihuales, Emperador Guillermo, Ñirehuao y Coyhaique por veinte años, bajo el compromiso de poblar con cien familias de origen sajón y de sacar la producción por el Pacífico por lo cual debieron habilitar una senda hasta el rio Aysén, en donde instalaron un embarcadero, que se convertiría en el actual Puerto Aysén y de donde saldría una línea regular de transporte marítimo entre este y Puerto Montt. Esta concesión ha sido y es tenida históricamente como la propiamente fundacional en lo tocante a la ocupación y poblamiento colonizadores. Inicialmente se estimó que la misma cubría una superficie de 100.000 hectáreas, dato proporcionado por Agustín Torrealba en 1904, pero no tardó en advertirse que la cabida real excedía varias veces ese cálculo lo que exigió una posterior precisión en los límites de la concesión, llegando a las 800.000 hectáreas. 

Junto con esto, desde 1903 muchas familias que vivían en territorio Argentino comenzaron a acercarse hacia la recién creada frontera política, con la esperanza de instalarse en estas tierras que ellos creían sin dueños. En 1907 comienza la ocupación sistemática del Valle Huemules por parte de los pobladores, que después tomó el nombre de Valle Simpson. 
En 1914 solicita en concesión los terrenos ocupados espontáneamente por distintas familias, que solicitaban la creación de una colonia en ese valle. En 1915 se crea la Subdelegación Río Simpson, pero los pobladores se rebelan por cuanto el primer subdelegado representaba más a los concesionarios que a los pobladores.

## Construcciones
Las construcciones de la SIA están ubicadas principalmente en las ciudades de Coyhaique, Aysén y Ñirehuao, estas construcciones fueron nombradas monumentos nacionales en el año 2009.
- La pulpería
- Casa de trabajadores
- Bodega de fertilizantes
- La casa de administración
- Cocina peones
- Baño de ovejas
- Cementerio[5]

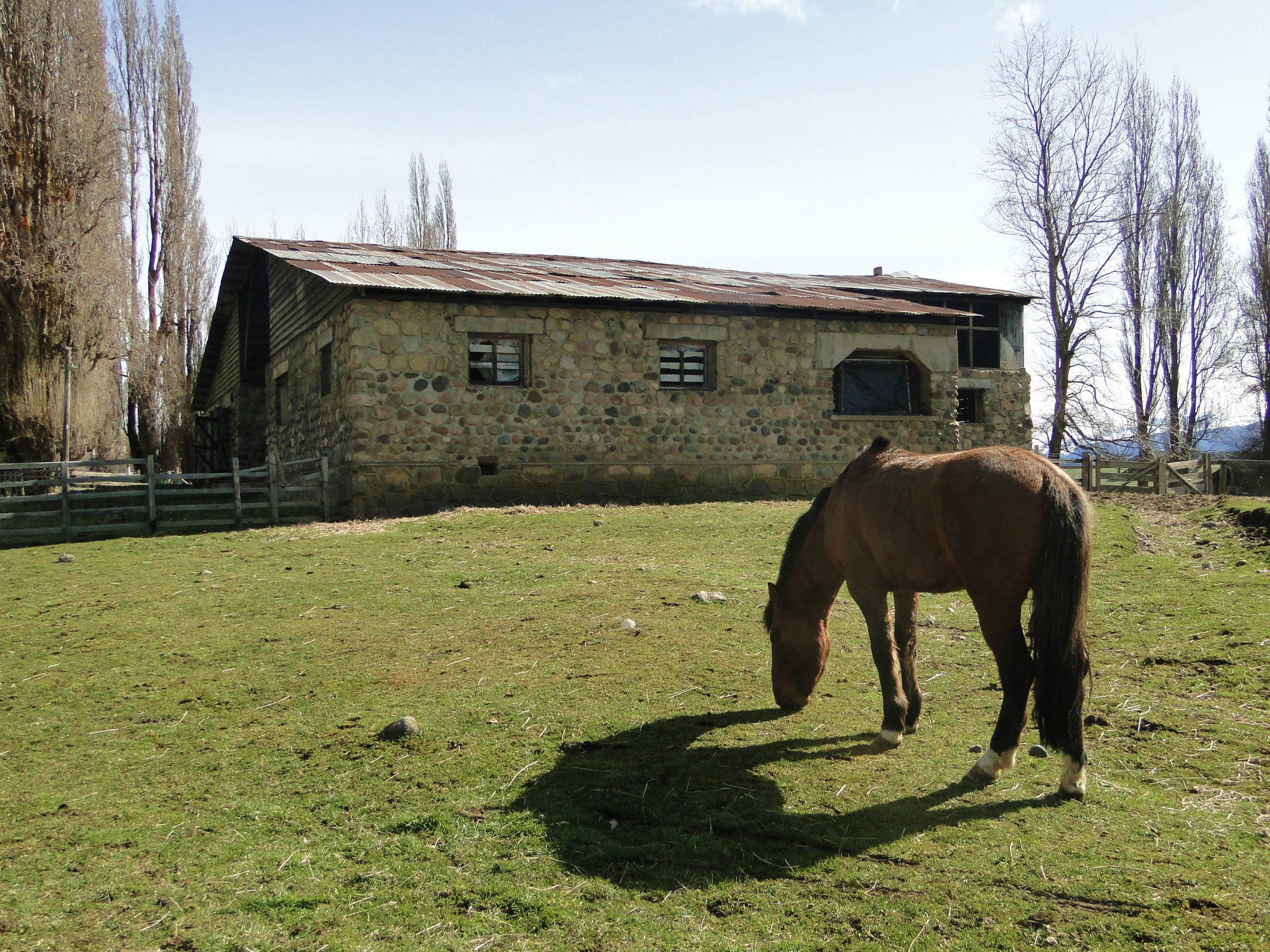
Cocina de peones de la Sociedad Industrial de Aysén, a las afueras de Coyhaique.

Con fecha 3 de enero de 2018 fue inaugurada en estas instalaciones el Museo Regional de Aysén, proyecto financiado por el Gobierno Regional de Aysén y la anterior ex Dibam, actual Servicio Nacional del Patrimonio Cultural.